# Карл Фрідріх Гаусс
Карл Фрі́дріх Га́усс, оригінальне ім'я Йоганн Карл Фрідріх Гаусс (нім. Johann Carl Friedrich Gauß [kaʁl ˈfʁiːdʁɪç ˈɡaʊs] ( прослухати), лат. Carolus Fridericus Gauss; 30 квітня 1777, Брауншвейг — 23 лютого 1855, Геттінген) — німецький математик, астроном, геодезист та фізик. Вважається одним з найвидатніших математиків всіх часів, «королем математиків». Лауреат медалі Коплі (1838), іноземний член Шведської (1821) і Петербурзької (1824) академій наук, Королівського товариства.

## Біографія

### Дитинство

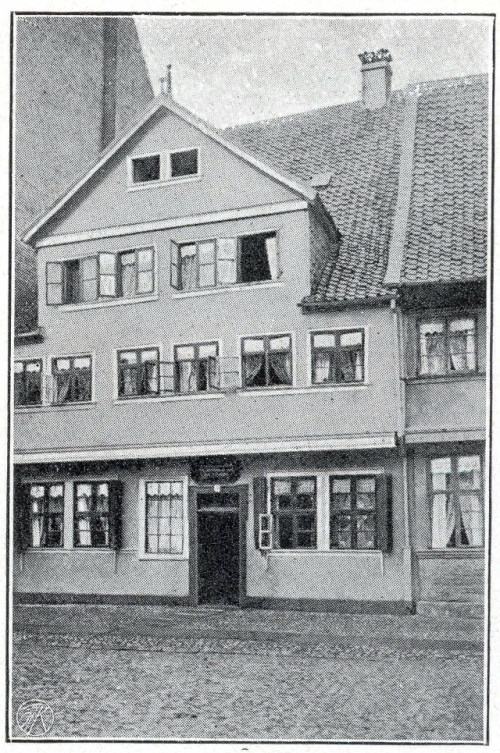
Дім у якому народився Гаусс на Вільгельмштрасе 30, був зруйнований під час II світової війни

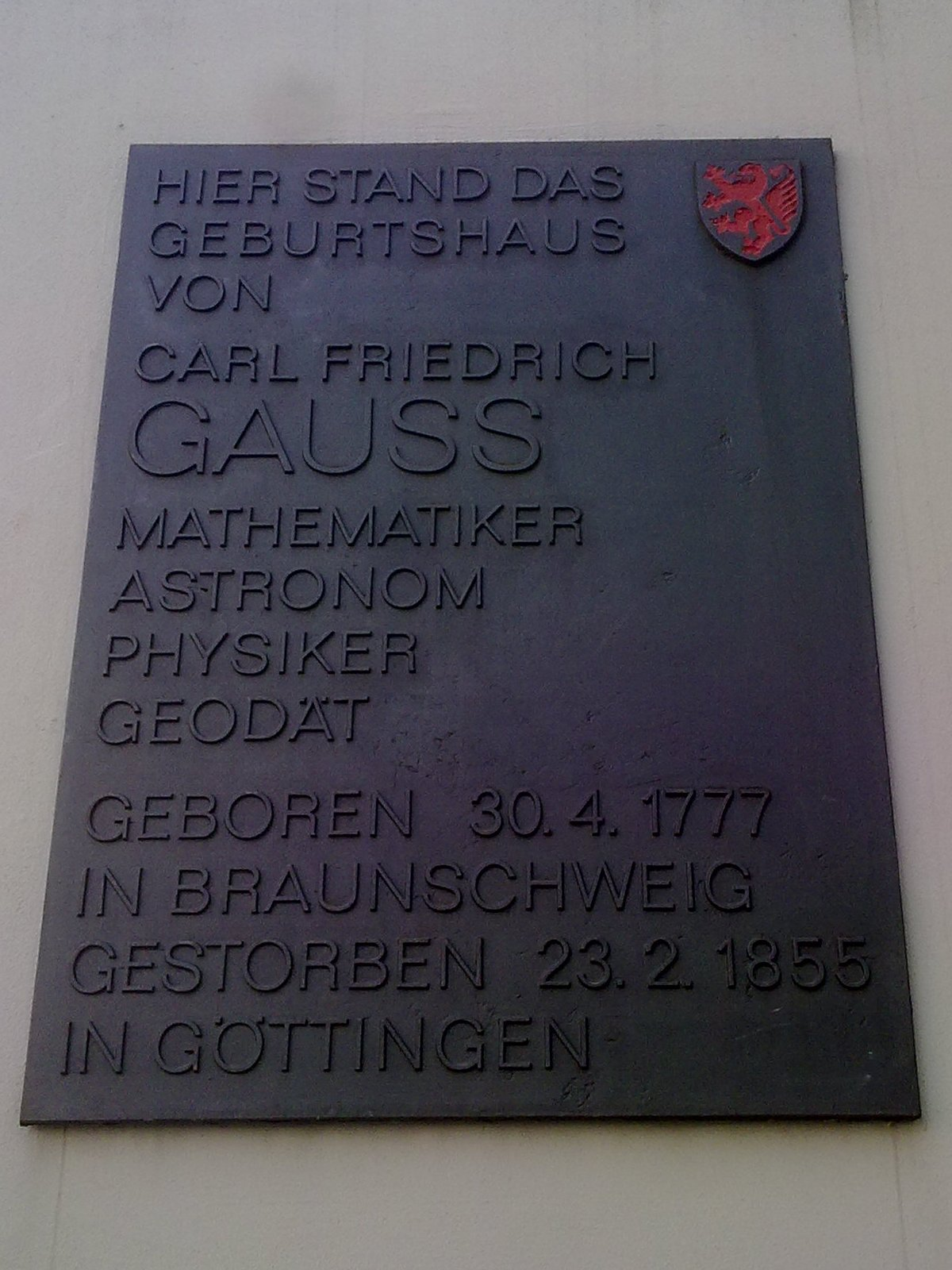
Дошка на місці, де стояв дім у якому народився Гаусс

Карл Фрідріх Гаусс народився 30 квітня 1777 р. у Брауншвейгу  — одному з німецьких князівств, які на той час ще не були об'єднані в єдину централізовану державу. Батько Карла спочатку працював слюсарем, а згодом став садівником, суміщаючи це заняття з обов'язками рахівника в торговельній конторі якогось купця. Він був людиною суворою, навіть грубою. Мати Карла була дочкою каменяра; від природи вона була жінкою розумною, розважливою, доброю і веселою. Карл був її єдиною дитиною, і вона безмежно та щиро любила його. Син відповідав їй такою самою гарячою любов'ю. Від матері він успадкував розважливість і м'яку вдачу.
Читати і писати Карл навчився сам: йому досить було знати лише кілька букв, підказаних матір'ю, щоб цілком оволодіти технікою читання. Вже в ранньому дитинстві у хлопчика виявились особливі здібності до математики. Пізніше він сам жартома говорив: «Я навчився рахувати раніше, ніж розмовляти». Розповідають про такий випадок. Якось до батька Карла зібралися товариші по роботі, щоб розподілити зароблені за тиждень гроші. Тут же був і трирічний Карл. Коли батько закінчив розрахунки, які він проводив уголос, щоб усі чули їх, і оголосив результат, Карл вигукнув: «Татку, ти помилився!» Присутні були вражені заявою малої дитини, але батько підрахував усе спочатку. Коли він назвав нову цифру (а раніше він справді зробив помилку), Карл радісно вигукнув: «Тепер правильно!»

### Освіта
У 1784 році Карла віддали до народної школи. Перші два роки навчання він нічим не відзначався серед товаришів, його виняткові здібності до арифметики виявилися у третьому класі. Якось учитель дав учням досить складне завдання з арифметики: відшукати суму деякої кількості натуральних послідовних чисел. Учитель вважав, що учні досить довго шукатимуть відповідь. Але через кілька хвилин Карл розв'язав задачу. Коли вчитель проглянув розв'язання, то побачив, що малий Гаус винайшов спосіб скороченого знаходження суми членів арифметичної прогресії. Щасливий випадок звів Гаусса з першим у навчанні учнем цієї самої школи — Бартельсом; вони потоваришували, бо обидва були закохані в математику. За порадою товариша Карл почав вивчати твори великих математиків, ознайомився з теорією бінома, властивостями деяких рядів тощо.
Після чотирирічного навчання в школі Гаусс перейшов до гімназії відразу в другий клас. Тут, у гімназії, яскраво виявились інші його здібності — з дивовижною швидкістю і успішністю він оволодів стародавніми мовами — грецькою і латинською. Талановитого юнака представили герцогу Брауншвейгському, який надалі піклувався про його виховання.
По закінченні гімназії Гаусс у 1792 р. вступив до так званої Каролінської колегії. Тут він продовжував успішно вивчати стародавні мови, а разом з тим систематично і поглиблено студіював математичні дисципліни. На цей період припадає його ознайомлення з творами таких видатних математиків, як Леонард Ейлер, Жозеф-Луї Лагранж і особливо Ісаак Ньютон. Епохальний твір Ньютона «Математичні начала натуральної філософії» справив на Гаусса глибоке враження і запалив у ньому той невгасимий потяг до математичних досліджень, який тривав усе його життя.

### Геттінгенський університет
З 1795 р. Гаусс — студент Геттінгенського університету. Він охоче відвідує лекції з філософії і математики. В цей час він починає свої математичні дослідження. На цей ранній період його творчої діяльності (йому було всього 18 років) припадають такі відкриття й праці: у 1795 р. він винайшов так званий «Метод найменших квадратів»; у 1796 р. розв'язав класичну задачу про поділ кола, з якої випливала побудова правильного 17-кутника, і написав велику й важливу працю «Арифметичні дослідження», яка була надрукована у 1801 р.
Як відомо, ще за часів Евкліда (III ст. до н. е.) задача про поділ кола була предметом досліджень багатьох учених, причому ще тоді було доведено, що за допомогою циркуля і лінійки можна побудувати правильні многокутники, число сторін яких дорівнює: 3·2n, 4·2n, 5·2n, 15·2n, , де n — будь-яке натуральне число. В 1796 році Гаусс довів можливість побудови за допомогою циркуля і лінійки правильного 17-кутника. Більш того, він розв'язав проблему побудови правильних многокутників до кінця і знайшов критерій можливості побудови правильного n-кутника за допомогою циркуля і лінійки: якщо n — просте число, то воно повинне бути вигляду {\displaystyle n=2^{2^{k}}+1} (числа Ферма). Цим відкриттям Гаус дуже дорожив і заповідав зобразити на своїй могилі правильний 17-кутник, вписаний у коло.
З 1796 року Гаусс веде короткий щоденник своїх відкриттів. Багато що він, подібно до Ньютона, не публікував, хоча це були результати виняткової важливості (еліптичні функції, неевклідова геометрія тощо). Своїм друзям він пояснював, що публікує тільки ті результати, якими задоволений і вважає завершеними. Багато відкладених або покинутих ним ідей пізніше воскресли в працях Абеля, Якобі, Коші, Лобачевського і інших. Кватерніони він теж відкрив за 30 років до Гамільтона (назвавши їх «мутаціями»).
Всі численні опубліковані праці Гаусса містять значні результати, сирих і прохідних[уточнити] робіт не було жодної.
У 1798 закінчений шедевр «Арифметичні дослідження» (лат. Disquisitiones Arithmeticae), надрукований тільки в 1801 році. У цій праці детально викладається теорія порівнянь у сучасних (введених ним) позначеннях, розв'язуються порівняння довільного порядку, глибоко досліджуються квадратичні форми, комплексні корені з одиниці використовуються для побудови правильних n-кутників, викладені властивості квадратичних лишків, наведене доведення квадратичного закону взаємності тощо. Гаусс любив говорити, що математика — цариця наук, а теорія чисел — цариця математики.

### Повернення у Брауншвейг
У 1798 році Гаусс повернувся до Брауншвейгу і жив там до 1807 року. Герцог продовжував опікати молодого генія. Він сплатив друк його докторської дисертації (1799) і подарував непогану стипендію. У своїй докторській Гаусс вперше довів основну теорему алгебри. До Гаусса було багато спроб це довести, найближче до мети підійшов Д'Аламбер. Гаусс неодноразово повертався до цієї теореми і дав 4 різних доведення її.
З 1799 року Гаусс — приват-доцент Брауншвейзького університету. У 1801 обирається членом-кореспондентом Петербурзької академії наук.
Після 1801 року Гаусс, не пориваючи з теорією чисел, розширив круг своїх інтересів, включивши в нього і природничі науки. Каталізатором послужило відкриття малої планети Церера (1801), незабаром після спостережень втраченої. 24-річний Гаусс виконав (за декілька годин) складні обчислення за новим, відкритим ним же методом, і вказав місце, де шукати утікачку; там вона і була незабаром виявлена, до загального захоплення.
Слава Гаусса стає загальноєвропейською. Багато наукових товариств Європи обирають Гаусса своїм членом, герцог збільшує допомогу, а інтерес Гаусса до астрономії ще більш зростає.
У 1805 Гаусс одружився з Йоганною Остгоф. У них було троє дітей.

### Професор у Геттінгені
1806 року від рани, отриманої на війні з Наполеоном, вмирає його великодушний покровитель-герцог. Кілька країн навперебій запрошують Гаусса на службу (зокрема до Петербурга). За рекомендацією Александера фон Гумбольдта Гаусса призначають професором в Геттінгені і директором Геттінгенської обсерваторії. Цю посаду він обіймав до самої смерті.
1807 наполеонівські війська займають Геттінген. Всі громадяни обкладаються контрибуцією, зокрема величезну суму — 2000 франків — потрібно заплатити Гауссу. Генріх Ольберс і П'єр-Симон Лаплас тут же приходять йому на допомогу, але Гаусс відхилив їхні гроші; тоді невідомий з Франкфурта прислав йому 1000 гульденів, і цей дар довелося прийняти. Тільки багато пізніше дізналися, що невідомим був курфюрст Майнцький, друг Гете.
1809 року вийшов новий шедевр, «Теорія руху небесних тіл». Викладена канонічна теорія врахування збурень орбіт.
Якраз в четверту роковину весілля вмирає Йоганна, незабаром після народження третьої дитини. У Німеччині розруха і анархія. Це найважчі роки для Гаусса.
1810 року знов одружився, з Минною Вальдек, подругою Йоганни. Число дітей Гаусса незабаром збільшується до шести.
1810 прийшли нові почесті. Гаусс отримує премію Паризької академії наук і золоту медаль Лондонського королівського товариства.
1811 року з'являється нова комета. Гаусс швидко і дуже точно розраховує її орбіту. Починає роботу над комплексним аналізом, відкриває (але не публікує) теорему, пізніше перевідкриту Коші і Веєрштрасом: інтеграл від аналітичної функції по замкнутому контуру рівний нулю (див. Інтегральна теорема Коші).
1812: дослідження гіпергеометричного ряду, що узагальнює розкладання практично всіх відомих тоді функцій.
Знамениту комету «пожежі Москви» (1812) усюди спостерігають, користуючись обчисленнями Гаусса.
1815 року великий математик публікує перше строге доведення основної теореми алгебри. 1821 у зв'язку з роботами з геодезії Гаусс починає історичний цикл робіт з теорії поверхонь. У науку входить «кривина Гаусса». Покладений початок диференціальної геометрії. Саме результати Гаусса надихнули Рімана на його класичну дисертацію про «ріманову геометрію».
Підсумком досліджень Гаусса була робота «Дослідження щодо кривих поверхонь» (1822). У ній вільно використовуються загальні криволінійні координати на поверхні. Гаусс далеко розвинув метод конформного відображення, яке в картографії зберігає кути (але спотворює відстані); воно застосовується також в аеро/гідродинамиці і електростатиці.
1824 обирається іноземним членом Петербурзької академії наук. Був членом Геттінгенської академії наук.[коли?]
1825 відкриває Гауссові комплексні цілі числа, будує для них теорію подільності і порівнянь. Успішно застосовує їх для розв'язання рівнянь високих ступенів.
1831 вмирає друга дружина, у Гаусса починається важке безсоння. У Геттінген приїжджає запрошений за ініціативою Гаусса 27-річний талановитий фізик Вільгельм Вебер, з яким Гаусс познайомився в 1828 році, в гостях у Гумбольдта. Обидва ентузіасти науки здружилися, незважаючи на різницю у віці, і починають цикл досліджень електромагнетизму.
1832 виходить «Теорія біквадратичних обчислень». За допомогою тих же цілих комплексних Гауссових чисел доводяться важливі арифметичні теореми не тільки для комплексних, але і для дійсних чисел. Тут же він приводить геометричну інтерпретацію комплексних чисел, яка з цієї миті стає загальноприйнятою.
1833 Гаусс винаходить електричний телеграф і (разом з Вебером) будує його діючу модель.
У 1837 Вебера звільняють за відмову принести присягу новому королю Ганновера. Гаусс знов залишився наодинці.
У 1839 62-річний Гаусс почав вивчати російську мову і в листах до Петербурзької академії просив прислати йому російські журнали і книги, зокрема «Капітанську дочку» Пушкіна. Припускають, що це пов'язано з роботами Лобачевського. У 1842 році за рекомендацією Гаусса Лобачевський обирається іноземним членом-кореспондентом Геттінгенської академії наук.

### Останні роки життя
16 червня 1849 р. наукова громадськість світу відзначила 50-річний ювілей творчої діяльності «короля математиків». Усі наукові установи, товариства різних країн світу вважали за свій обов'язок сердечно привітати великого математика і висловити йому почуття високої поваги. У цей час Гаусс написав свою останню працю «Матеріали до теорії алгебраїчних рівнянь». Довгі роки напруженої праці давалися взнаки. Гаусс почав помітно старіти, швидко стомлюватись. У 1851 р. великих страждань завдавали йому безсоння, задишка і кашель. До цього він майже не хворів і за все своє життя тільки двічі вживав ліки. Але тепер, коли друзі запросили до нього лікаря, який установив хворобу серця і ряд інших змін в організмі, Гаусс почав лікуватись, часто робив прогулянки на свіжому повітрі. Здоров'я його ніби поліпшилось. Але 23 лютого 1855 р. великого математика не стало. 26 лютого тіло перенесли в обсерваторію, а звідти студенти університету супроводили його на кладовище.

## Дослідження Гаусса
Характерними рисами досліджень Гаусса є надзвичайна їх різнобічність і органічний зв'язок у них між теоретичною і прикладною математикою. Праці Гаусса мали великий вплив на весь подальший розвиток вищої алгебри, теорії чисел, диференціальної геометрії, класичної теорії електрики і магнетизму, геодезії, теоретичної астрономії. У багатьох галузях математики Гаусс активно сприяв підвищенню вимог до логічної чіткості доведень. «Арифметичні дослідження» — перший великий твір Гаусса, присвячений окремим питанням теорії чисел і вищої алгебри. Постановка і розробка цих питань Гауссом визначили подальший розвиток цих дисциплін. Гаусс докладно розвинув тут теорію квадратичних лишків, уперше довів квадратичний закон взаємності — одну з центральних теорем теорії чисел. У цьому творі він по новому докладно розробив теорію квадратичних форм, яку раніше побудував Лагранж, виклав теорію поділу кола, яка багато в чому була прообразом теорії Галуа. Гаусс розробив загальні методи розв'язання рівнянь виду хn−1=0, а також встановив зв'язок між цими рівняннями і побудовою правильних многокутників, а саме: знайшов усі такі значення n, для яких. правильний n-кутник можна побудувати циркулем і лінійкою, зокрема розв'язав у радикалах рівняння х17−1=0 і побудував правильний 17-кутник за допомогою циркуля і лінійки. Це було першим після старогрецьких геометрів значним кроком уперед у цьому питанні. Одночасно Гаусс склав величезні таблиці простих чисел, квадратичних лишків і нелишків, значень усіх дробів виду від р = 1 до р = 1000 у вигляді десяткових дробів, доводячи обчислення до повного періоду (що іноді потребувало обчислення кількох сотень десяткових знаків).
К. Гаусс довів, що за допомогою циркуля та лінійки можна побудувати такий правильний n-кутник, число сторін якого виражається формулою {\displaystyle n=2^{2^{r}}+1}, де n — просте, r — довільне ціле число або нуль. Якщо r=0, то n=3; r=1, то n=5, r=2, то n=17.
Побудови трикутника і п'ятикутника були відомі ще давнім грекам, але Гаусс першим здійснив побудову правильного 17-кутника.
Дослідження Гаусса про поділ кола мали велике значення не лише для розв'язання цієї складної задачі. Мабуть, ще важливішим було те, що тут він заклав основи загальної теорії так званих алгебраїчних рівнянь, де коефіцієнти рівняння — комплексні числа.

### Основна теорема алгебри
Дуже важливе значення має доведена Гауссом у 1799 р. основна теорема алгебри про існування кореня алгебраїчного рівняння. На основі цієї теореми доведено таку властивість рівнянь: «Алгебраїчне рівняння має стільки коренів дійсних чи комплексних, скільки одиниць у показнику його степеня». За працю, в якій доведено ці теореми, Гаусс дістав звання приват-доцента.
У першій частині праці «Арифметичні дослідження» Гаусс глибоко проаналізував питання про так звані «квадратичні лишки» і вперше довів важливу теорему з теорії чисел, яку він назвав «золотою теоремою» про «квадратичний закон взаємності». Можна без перебільшень сказати, що теорія чисел, як наука, почала своє справжнє існування саме з досліджень Гаусса. «Арифметичні дослідження» Гаусса в математичній науці створили цілу епоху, а Гаусс був визнаний найвизначнішим математиком світу.
В алгебрі Гаусса цікавила насамперед основна теорема. До неї він не раз повертався і дав понад шість різних її доведень. Усі вони були опубліковані в працях ученого у 1808—1817. У цих працях були дані вказівки відносно кубічних і біквадратичних лишків. Теореми про біквадратичні лишки розглядаються в працях 1825—1831. Ці праці значно розширили теорію чисел завдяки введенню так званих цілих Гауссових чисел, тобто чисел виду а + bi, де а і b — цілі числа. У зв'язку з астрономічними обчисленнями, що ґрунтуються на розкладанні інтегралів відповідних диференціальних рівнянь у нескінченні ряди. Гаусс дослідив питання про збіжність нескінченних рядів, які він пов'язав з вивченням т. зв. гіпергеометричного ряду («Про гіпергеометричний ряд», 1812). Головне значення цього ряду полягає в тому, що він містить як окремі випадки багато з відомих трансцендентних функцій, що мають широке застосування. Ці дослідження Гауса разом з працями Коші і Абеля, які ґрунтуються на дослідженнях Гаусса, сприяли значному розвитку загальної теорії рядів.
Хоча Гаусс плідно працював у різних галузях науки, але він сам часто говорив: «Я весь відданий математиці». Математику він вважав царицею наук, а арифметику — царицею математики. В обчисленнях у думці йому не було рівних. Він знав напам'ять перші десяткові цифри багатьох логарифмів і користувався ними при наближених обчисленнях у думці. Розв'язуючи складні задачі, він помилявся дуже рідко, цифри писав чітко. Останні десяткові знаки перевіряв, не покладаючись на таблиці. Відкриття Гаусса не зробили такого перевороту, як, наприклад, відкриття Архімеда і Ньютона, але через їх глибину, різносторонність, розкриття нових, невідомих до того законів природи в галузі фізики, геодезії, математики сучасники вважали Гаусса найкращим математиком світу. На медалі, виготовленій у 1855 р. на його честь, вигравірувано напис: «Король математиків».

### Внесок у галузі астрономії
У 1807 р. йому було надано звання екстраординарного, а пізніше й ординарного професора Геттінгенського університету. В той же час його було призначено директором Геттінгенської обсерваторії. В галузі астрономії Гаусс працював близько 20 років. У 1801 р. італійський астроном Джузеппе Піацці відкрив між орбітами Марса і Юпітера маленьку планету, яку він назвав Церерою. Спостерігав він цю планету протягом 40 днів, але Церера швидко наближалася до Сонця і зникла в його яскравих променях. Намагання Піацці відшукати її знову виявилися марними. Гаусс зацікавився цим явищем і, вивчивши матеріали спостережень Піацці, установив, що для визначення орбіти Церери досить трьох її спостережень. Після чого треба було розв'язати рівняння 8-го степеня, з чим Гаусс блискуче впорався: орбіта планети була обчислена і сама Церера знайдена. Таким самим способом Гаусс обчислив орбіту іншої малої планети — Паллади. У 1810 р. французький астрономічний інститут за розв'язання задачі про рух Паллади присудив йому золоту медаль. У цей період учений написав і свою фундаментальну працю «Теорія руху небесних тіл, які обертаються навколо Сонця по конічних перерізах» (1809 р.).

### Внесок у галузі геометрії
Гаусс цікавився і геометрією. Окремі питання, як, наприклад, найважливіша проблема геометрії — проблема V постулату Евкліда — привертали його особливу увагу. У своїх міркуваннях він ішов шляхами, схожими на ті, які проробив Лобачевський, але не опублікував жодної сторінки. У листі до математика Бесселя Гаусс писав: «Певне, я ще не скоро зможу обробити свої широкі дослідження з цього приводу так, щоб їх можна було опублікувати. Можливо, навіть, що я не зважуся на це протягом усього мого життя, тому що боюсь крику беотійців, який піднімається, коли я висловлюю свої погляди».
Гаусс ознайомився з результатами досліджень Лобачевського за невеликою брошурою «Геометричні дослідження з теорії паралельних ліній», написаною німецькою мовою і виданою в 1840 р. Він зацікавився цією працею і в свої 62 роки вирішив вивчити російську мову, щоб мати можливість читати твори Лобачевського в оригіналі. У листах до своїх друзів Гаусс з великою похвалою говорив про досягнення Лобачевського. Він писав, що праця Лобачевського містить основи тієї геометрії, яка могла б бути і була б цілком послідовною, якби геометрія Евкліда не була правильною. Він писав також, що вже 54 роки (з 1792 р.) має такі самі переконання. Самому Лобачевському Гаусс власноручно написав листа, в якому повідомив російського вченого, що його обрали членом-кореспондентом Геттінгенського математичного вченого товариства.

### Внесок у галузі фізики
1830—1840 роки Гаусс присвятив теоретичній фізиці. Його дослідження в цій галузі значною мірою були результатом тісного спілкування і спільної наукової роботи з Вільгельмом Вебером. Разом з Вебером Гаусс створив абсолютну систему електромагнітних одиниць і сконструював у 1833 перший в Німеччині електромагнітний телеграф. Йому належить створення загальної теорії магнетизму, основ теорії потенціалу і багато ін. Отже, важко вказати таку галузь теоретичної чи прикладної математики, в яку б Гаусс не вніс істотного вкладу.
Через надзвичайно велику вимогливість до себе багато досліджень визначного математика залишилося за життя його неопублікованими (нариси, незакінчені праці, листування з друзями). Цю наукову спадщину Гаусса дуже ретельно опрацьовували в Геттінгенському вченому товаристві. В результаті було видано 11 томів творів Гаусса. Дуже цікавими із спадщини вченого є його щоденник і дослідження з неевклідової геометрії й теорії еліптичних функцій. Зокрема, з опублікованих матеріалів видно, що Гаусс прийшов до думки про можливість існування поряд з евклідовою геометрією неевклідової в 1818 році. Проте побоювання, що ідеї неевклідової геометрії не зрозуміють у математичному світі, і, можливо, недостатнє усвідомлення їх наукової важливості були причиною того, що Гаусс їх далі не розробляв і нічого за життя з цих питань не опублікував. Коли опублікував неевклідову геометрію М. І. Лобачевський, Гаусс поставився до цього з великою увагою і запропонував обрати Лобачевського членом-кореспондентом Геттінгенського вченого товариства, але власної оцінки великому відкриттю Лобачевського по суті не дав.
В архівах Гаусса знайдено матеріали із своєрідною теорією еліптичних функцій. Проте заслуга в її розробці й опублікуванні належить Карлу Якобі і Нільсу Абелю. Слід зазначити, що вже сучасники Гаусса розуміли його велич, про що свідчить напис на медалі, викарбуваній на честь Гаусса, — «Король математиків». У 1880 в Брауншвейгу Гауссу поставили бронзову статую. У 1827 р. Гаусс опублікував велику працю «Загальні дослідження про криві поверхні», зміст якої стосується диференціальної геометрії.
Значні відкриття належать Гауссу і в галузі фізики. Він дослідив і встановив ряд нових законів у теорії рідин, теорії магнетизму тощо. Наслідком важливих розробок були такі праці: «Про один важливий закон механіки» (1820), «Загальні початки теорії рівноваги рідин» (1832), «Загальна теорія земного магнетизму» (1838).
У 1832 р. Гаусс опублікував важливу статтю «Про абсолютне вимірювання магнітних величин». Він і сконструював прилад для вимірювання магнітних величин (магнітометр), виконав перше обчислення положення південного магнітного полюса Землі, яке дало дуже мале відхилення від справжнього положення. Гаусс винайшов електромагнітний спосіб зв'язку (1834).

### Внесок у галузі геодезії
Не менш успішно він працював і в галузі геодезії. У 1836 р. Гауссу запропонували провести геодезичні вимірювання території Ганноверського королівства. Після проведення підготовчих робіт учений особисто розпочав вимірювання. Працював він над цим 14 років. Він виготовив новий вимірювальний прилад — геліотроп, що діяв за допомогою сонячних променів. Разом з тим практика вимірювань спонукала Гаусса до теоретичних досліджень. Наслідком їх були важливі теоретичні праці, які стали основою подальшого розвитку геодезії.

### Робочий кабінет Гаусса
Працював Гаусс сам у невеликому робочому кабінеті; там був стіл, конторка, пофарбована у білий колір, вузенька софа і єдине крісло. Одягнутий він був завжди у теплий халат і шапочку, на вдачу спокійний і веселий. Після напруженої праці Гаусс любив відпочивати: робив прогулянки до літературного музею, читав художню літературу німецькою, англійською і російською мовами. Петербурзька академія наук першою у світі обрала Гаусса своїм членом-кореспондентом.

## Список термінів, пов'язаних з ім'ям Гаусса
- Алгоритм Гауса обчислення дати Великодня
- Гаус (одиниця магнітної індукції)
- Дискримінанти Гауса
- Гармата Гауса
- Гауса координати
- Кривини Гауса
- Інтерполяційна формула Гауса
- Мала планета № 1001 (Gaussia)
- Метод Гауса (розв'язання систем лінійних рівнянь)
- Метод Гауса — Жордана
- Метод Гауса — Зейделя
- Нормальний або Гаусів розподіл
- Пряма Гауса
- Проєкція Гауса — Крюгера
- Ряд Гауса
- Сума Гаусса
- Гауса система одиниць
- Стрічка Гауса
- Теорема Гаусса — Ванцеля
- Теорема Остроградського-Гауса
- Фільтр Гауса
- Формула Гауса — Бонне
- Формула площі Гаусса
- Функція Гауса
- Квадратурна формула Гаусса — Лаґерра

## Цікаві факти
Гаусс був настільки піднесений відкриттям методу побудови правильного 17-кутника за допомогою циркуля та лінійки, що при житті заповів, щоб правильний сімнадцятикутник викарбували на його могилі. Скульптор відмовився це зробити, стверджуючи, що побудова буде настільки складною, що результат не можна буде відрізнити від кола. Але пам'ятник Гауссу, збудований у Брауншвейзі, встановлено на сімнадцятикутній плиті.